# Ljubochyny
Ljubochyny (ukrainisch Любохини; russisch Любохины Ljubochiny, polnisch Lubochiny) ist ein Dorf im Norden der ukrainischen Oblast Wolyn mit etwa 1900 Einwohnern (2022).

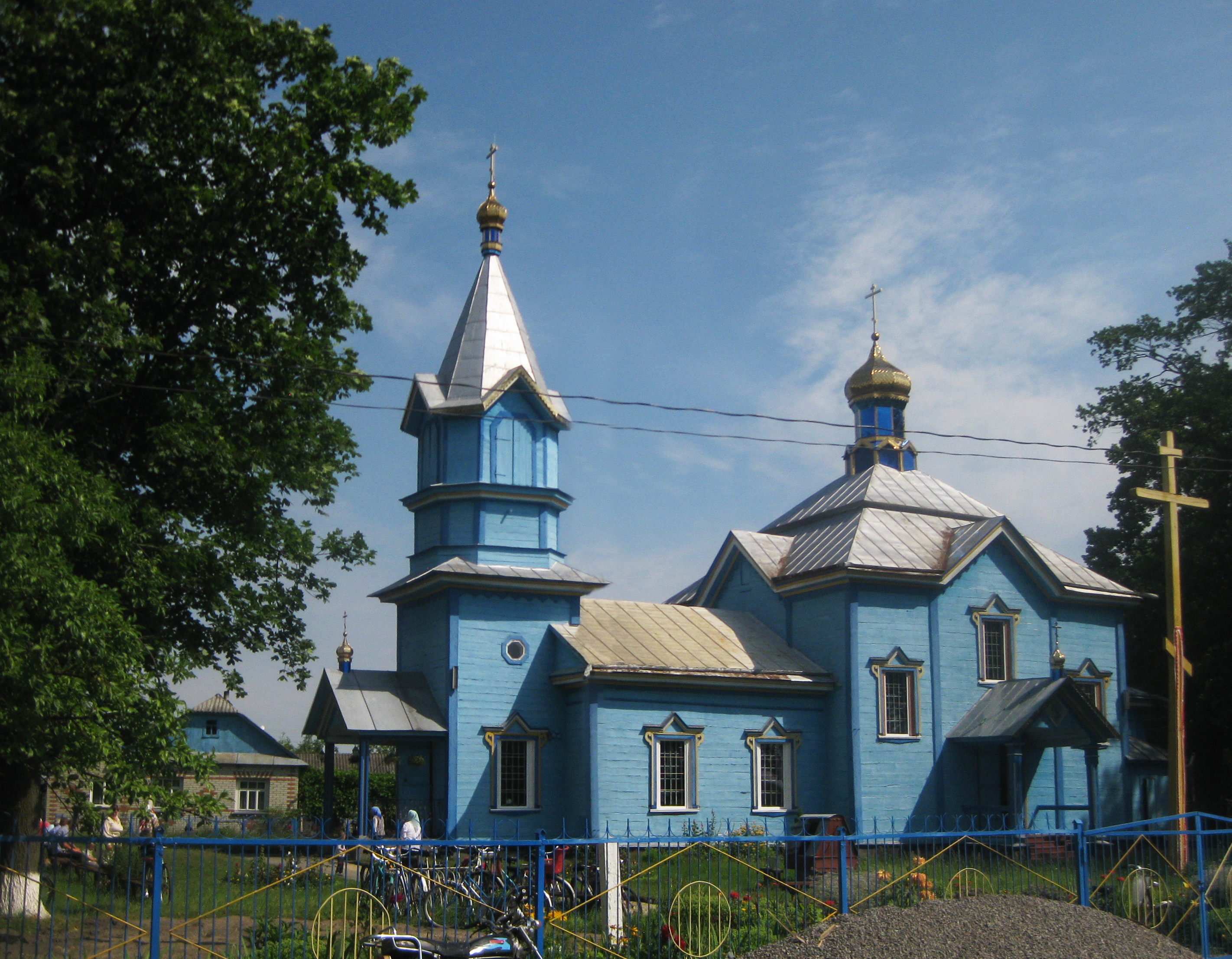
Dorfkirche

Das erstmals 1796 schriftlich erwähnte Dorf liegt in der historischen Region Polesien auf einer Höhe von 164 m etwa 20 km westlich vom ehemaligen Rajonzentrum Stara Wyschiwka und 130 km nordwestlich vom Oblastzentrum Luzk.
Im Dorf trifft die Territorialstraße T–03–06 auf die T–03–08.
Im Gemeindegebiet liegen die Seen Domaschnje (Домашнє), Wytorsch (Виторж), Bile (Біле), Hrybne (Грибне), Ostrowne (Островне) und Brunez (Брунець).
Am 12. Juni 2020 wurde das Dorf ein Teil der neugegründeten Landgemeinde Dubetschne, bis dahin bildete das Dorf die gleichnamige Landratsgemeinde Ljubochyny (Любохинівська сільська рада/Ljubochyniwska silska rada) im Westen des Rajons Stara Wyschiwka.
Am 17. Juli 2020 wurde der Ort Teil des Rajons Kowel.